# Bob la Jocurile Olimpice de iarnă din 2014
Probele sportive de bob la Jocurile Olimpice de iarnă din 2014 s-au desfășurat în perioada 16-23 februarie 2014 la Soci, Rusia, la Centrul Sanki Sliding. Au participat 172 de sportivi din 23 de țări.

## Calendarul competiției
Acest calendar cuprinde toate cele trei probe de biatlon.
Toate orele sunt în Ora României (UTC+2).
| Date         | Time  | Event                            |
| ------------ | ----- | -------------------------------- |
| 16 februarie | 18:15 | Dublu masculin, manșele 1 și 2   |
| 17 februarie | 16:30 | Dublu masculin, manșele 3 și 4   |
| 18 februarie | 17:15 | Dublu feminin, manșele 1 și 2    |
| 19 februarie | 18:15 | Feminin masculin, manșele 3 și 4 |
| 22 februarie | 18:30 | Patru masculin, manșele 1 și 2   |
| 23 februarie | 11:30 | Patru masculin, manșele 3 și 4   |

## Sumar medalii

### Clasament pe țări
| Loc   | Țară                             | Aur | Argint | Bronz | Total |
| ----- | -------------------------------- | --- | ------ | ----- | ----- |
| 1     | Canada (CAN)                     | 1   | 0      | 0     | 1     |
| 1     | Rusia (RUS)                      | 1   | 0      | 0     | 1     |
| 3     | Statele Unite ale Americii (USA) | 0   | 1      | 2     | 3     |
| 4     | Elveția (SUI)                    | 0   | 1      | 0     | 1     |
| Total | Total                            | 2   | 2      | 2     | 6     |

### Probe sportive
| Probă sportivă | Aur                                                                              | Aur     | Argint                                                                                              | Argint  | Bronz                                                                            | Bronz   |
| Dublu masculin | Rusia · Aleksandr Zubkov · Aleksei Voevoda                                       | 3:45,39 | Elveția · Beat Hefti · Alex Baumann                                                                 | 3:46,05 | Statele Unite ale Americii · Steven Holcomb · Steven Langton                     | 3:46,27 |
| Patru masculin | Letonia · Oskars Melbārdis · Arvis Vilkaste · Daumants Dreiškens · Jānis Strenga | 3:40,69 | Statele Unite ale Americii · Steven Holcomb · Steven Langton · Curtis Tomasevicz · Christopher Fogt | 3:40,99 | Marea Britanie · John James Jackson · Stuart Benson · Bruce Tasker · Joel Fearon | 3:41,10 |
| Dublu feminin  | Canada · Kaillie Humphries · Heather Moyse                                       | 3:50,61 | Statele Unite ale Americii · Elana Meyers · Lauryn Williams                                         | 3:50,71 | Statele Unite ale Americii · Jamie Greubel · Aja Evans                           | 3:51,61 |

## Țări participante
169 sportivi din 23 de țări vor participa, cu numărul de sportivi din delegație în paranteză.
| - Australia (6) - Austria (6) - Belgia (2) - Brazilia (6) - Canada (16) - Cehia (4) - Coreea de Sud (10) - Elveția (9) | - Franța (8) - Germania (18) - Italia (4) - Jamaica (2) - Japonia (4) - Letonia (8) - Monaco (2) - Marea Britanie (8) | - Olanda (6) - Polonia (4) - România (8) - Rusia (16) - Serbia (2) - Slovacia (4) - Statele Unite ale Americii (16) |

### Calificare
Pentru bob, s-au alocat maxim 170 de locuri pentru sportivi. S-au putut califica maxim 130 de bărbați și 40 de femei. Calificarea s-a bazat pe clasamentul mondial la 20 ianuarie 2014.